# III-divisioona 2017
La III-divisioona 2017 è la 7ª edizione (4ª a 11 giocatori) del campionato di football americano di quarto livello, organizzato dalla SAJL.

## Squadre partecipanti
| Club              | Città     | Stadio | Sponsor ufficiale | Risultato nella stagione 2016 |
| ----------------- | --------- | ------ | ----------------- | ----------------------------- |
| Hyvinkää Falcons  | Hyvinkää  |        |                   |                               |
| Joensuu Wolves    | Joensuu   |        |                   |                               |
| Lahti Panthers    | Lahti     |        |                   |                               |
| Lohja Lions       | Lohja     |        |                   |                               |
| Rovaniemi Nordmen | Rovaniemi |        |                   |                               |
| Rusko Mayhem      | Rusko     |        |                   |                               |
| Sipoo Bulldogs    | Sipoo     |        |                   |                               |

## Stagione regolare

### Calendario

#### 1ª giornata
| Lohja 13 maggio 2017, ore 16:00 | Lohja Lions | 36 – 0 | Rovaniemi Nordmen | Virkkalan urheilukenttä |

#### 2ª giornata
| Rusko 20 maggio 2017, ore 15:00 | Rusko Mayhem | 0 – 6 | Lohja Lions | Kirkonkylän urheilukenttä |

#### 3ª giornata
| Lahti 27 maggio 2017, ore 17:00 | Lahti Panthers | 0 – 29 | Sipoo Bulldogs | Lahden kisapuisto |

| Hyvinkää 28 maggio 2017, ore 13:00 | Hyvinkää Falcons | 0 – 69 | Lohja Lions | Perttulan urheilupuisto |

#### 4ª-5ª giornata
La 4ª e la 5ª giornata non sono state disputate.

#### 6ª giornata
| Hyvinkää 17 giugno 2017, ore 13:00 | Hyvinkää Falcons | 6 – 41 | Rusko Mayhem | Perttulan urheilupuisto |

| Sipoo 17 giugno 2017, ore 14:00 | Sipoo Bulldogs | 31 – 0 | Rovaniemi Nordmen | Söderkullan kenttä |

| Lahti 17 giugno 2017, ore 17:00 | Lahti Panthers | 6 – 44 | Lohja Lions | Lahden kisapuisto |

#### 7ª giornata
| Sipoo 2 luglio 2017, ore 13:00 | Sipoo Bulldogs | 21 – 39 | Rusko Mayhem | Söderkullan kenttä |

#### 8ª giornata
| Rusko 8 luglio 2017, ore 15:00 | Rusko Mayhem | 16 – 0 | Lahti Panthers | Kirkonkylän urheilukenttä |

#### 9ª giornata
| Sipoo 15 luglio 2017, ore 14:00 | Sipoo Bulldogs | 8 – 0 | Hyvinkää Falcons | Söderkullan kenttä |

| Rovaniemi 16 luglio 2017, ore 18:00 | Rovaniemi Nordmen | 28 – 26 | Rusko Mayhem | Susivouti |

#### 10ª giornata
| Hyvinkää 23 luglio 2017, ore 13:00 | Hyvinkää Falcons | 6 – 42 | Lahti Panthers | Perttulan urheilupuisto |

#### 11ª giornata
| Lohja 29 luglio 2017, ore 13:00 | Lohja Lions | 10 – 0 | Sipoo Bulldogs | Virkkalan urheilukenttä |

| Rovaniemi 29 luglio 2017, ore 17:00 | Rovaniemi Nordmen | 0 – 30 (d.g.s.) | Hyvinkää Falcons | Susivouti |

#### 12ª giornata
| Rovaniemi 5 agosto 2017, ore 13:00 | Rovaniemi Nordmen | 29 – 7 | Lahti Panthers | Susivouti |

### Classifica
La classifica della regular season è la seguente:
- PCT = percentuale di vittorie, G = partite giocate, V = partite vinte,  P = partite perse, PF = punti fatti, PS = punti subiti

| Pos. | Squadra           | PCT   | G | V | N | P | PF  | PS  |
| ---- | ----------------- | ----- | - | - | - | - | --- | --- |
| 1    | Lohja Lions       | 1.000 | 7 | 7 | 0 | 0 | 198 | 6   |
| 2    | Sipoo Bulldogs    | .571  | 7 | 4 | 0 | 3 | 108 | 69  |
| 3    | Rusko Mayhem      | .500  | 6 | 3 | 0 | 3 | 139 | 80  |
| 4    | Rovaniemi Nordmen | .333  | 6 | 2 | 0 | 4 | 57  | 160 |
| 5    | Lahti Panthers    | .200  | 5 | 1 | 0 | 4 | 55  | 124 |
| 6    | Hyvinkää Falcons  | .200  | 5 | 1 | 0 | 4 | 42  | 160 |
| 7    | Joensuu Wolves    | -     | - | - | - | - | -   | -   |

## Playoff

### Tabellone
|  | Semifinali | Semifinali        | Semifinali |                |   | IV Tinamalja | IV Tinamalja | IV Tinamalja |  |
|  |            |                   |            |                |   |              |              |              |  |
|  | 1          | Lohja Lions       | 30         |                |   |              |              |              |  |
|  | 1          | Lohja Lions       | 30         |                |   |              |              |              |  |
|  | 4          | Rovaniemi Nordmen | 0 d.g.s.   |                |   |              |              |              |  |
|  | 4          | Rovaniemi Nordmen | 0 d.g.s.   |                | 1 | Lohja Lions  | 3            |              |  |
|  |            |                   |            |                | 1 | Lohja Lions  | 3            |              |  |
|  |            |                   | 3          | Sipoo Bulldogs | 0 |              |              |              |  |
|  | 3          | Sipoo Bulldogs    | 3          | Sipoo Bulldogs | 0 | 19           |              |              |  |
|  | 3          | Sipoo Bulldogs    |            |                |   |              |              |              |  |
|  | 2          | Rusko Mayhem      | 17         |                |   |              |              |              |  |

### Semifinali
| Lohja 12 agosto 2017, ore 14:00 | Lohja Lions | 30 – 0 (d.g.s.) | Rovaniemi Nordmen | Harjun urheilukenttä |

| Rusko 12 agosto 2017, ore 15:00 | Rusko Mayhem | 17 – 19 | Sipoo Bulldogs | Kirkonkylän urheilukenttä |

### IV Tinamalja
| Lohja 19 agosto 2017, ore 14:00 | Lohja Lions | 3 – 0 | Sipoo Bulldogs | Harjun urheilukenttä |

## Verdetti
- Lohja Lions Vincitori del Tinamalja 2017